# OOS (Architekturbüro)
OOS ist ein im Jahr 2000 gegründetes Schweizer Architekturbüro mit Sitz in Zürich. Das Unternehmen befasst sich mit Beratung, Entwurf und Planung von Büro-, Industrie-, Gewerbe-, Gesundheits-, Gastronomie- und Wohnbauten sowie kulturellen Einrichtungen.

## Management
Das Management setzt sich aus den beiden Gründungspartnern Andreas Derrer und Christoph Kellenberger, den weiteren Partnern Gonçalo Manteigas, Jan Gloeckner und Raf Dauwe sowie dem Associate Tim Hildenbrand-Severo zusammen. Zu den Gründungspartnern gehörten auch Severin Boser und Lukas Bosshard. Beide haben das Architekturbüro später verlassen. Ein weiterer ehemaliger Partner ist Frank Dittmann.

## Nachhaltige Architektur
OOS verfolgt mit seinen Entwurfs- und Konstruktionsmethoden das Ziel, Gebäude zu entwerfen, die CO2-arm und im besten Fall CO2-senkend sind. Es entwickelt energieeffiziente Gebäudekonzepte, die wenig Betriebsenergie benötigen oder Plusenergiegebäude sein können. Zudem ist das Architekturbüro mit seiner Konstruktionsmethode am Bau der Unit Beyond Zero im modularen Forschungs- und Innovationsgebäude der Empa (Eidgenössische Materialprüfungs- und Forschungsanstalt) und Eawag beteiligt, das die Entwicklung von CO2-bindenden Materialien fördert. Diese Materialien sollen es ermöglichen, dass Gebäude zukünftig auch als Kohlenstoffsenken dienen können.

## BIM/VDC
OOS zählte zu den ersten Architekturbüros in der Schweiz, die die Methode Building Information Modeling (BIM) angewendet haben. Das Unternehmen hat 2011 sein erstes Projekt mit BIM umgesetzt und seit 2016 werden alle Projekte mit dieser digitalen Projektierungs- und Planungsmethode realisiert. 

## Bauwerke (Auswahl)
Seit der Gründung im Jahr 2000 hat OOS vorwiegend Projekte in der Deutschschweiz realisiert. Zu den wichtigsten Projekten der jüngeren Vergangenheit gehört der Masterplan für den Medizincampus Davos, der seit 2015 schrittweise umgesetzt wird. Eine wichtige Etappe davon war die Sanierung, Aufstockung und Erweiterung der Hochgebirgsklinik Davos. Ein weiteres Projekt ist ein Nullenergie-Firmengebäude, das 2020 in Murten fertiggestellt wurde. Zur Entwicklung eines neuen Dorfteils in Andermatt durch die Andermatt Swiss Alps AG hat OOS vier Apartmenthäuser (Frame, Koya, Val Val und Ava) beigetragen.
Ein international bekanntes Projekt war der Schweizer Pavillon an der Expo Dubai 2020 VAE (2021). Der Pavillon wurde im Auftrag des Eidgenössischen Departements für auswärtige Angelegenheiten (EDA) unter dem Titel „Reflections“ konzipiert und realisiert.

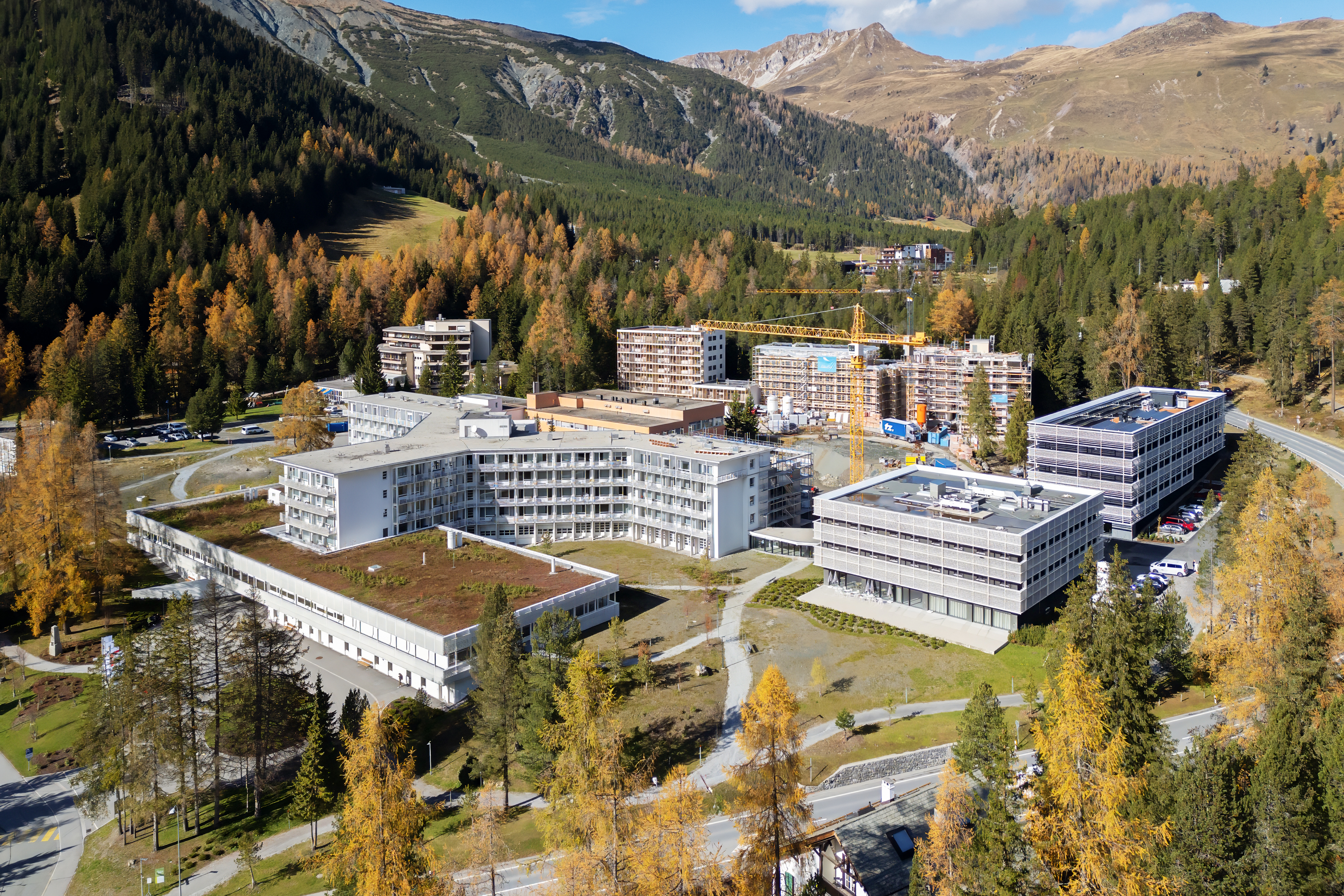
Medizincampus Davos, Davos (seit 2015 bis heute)
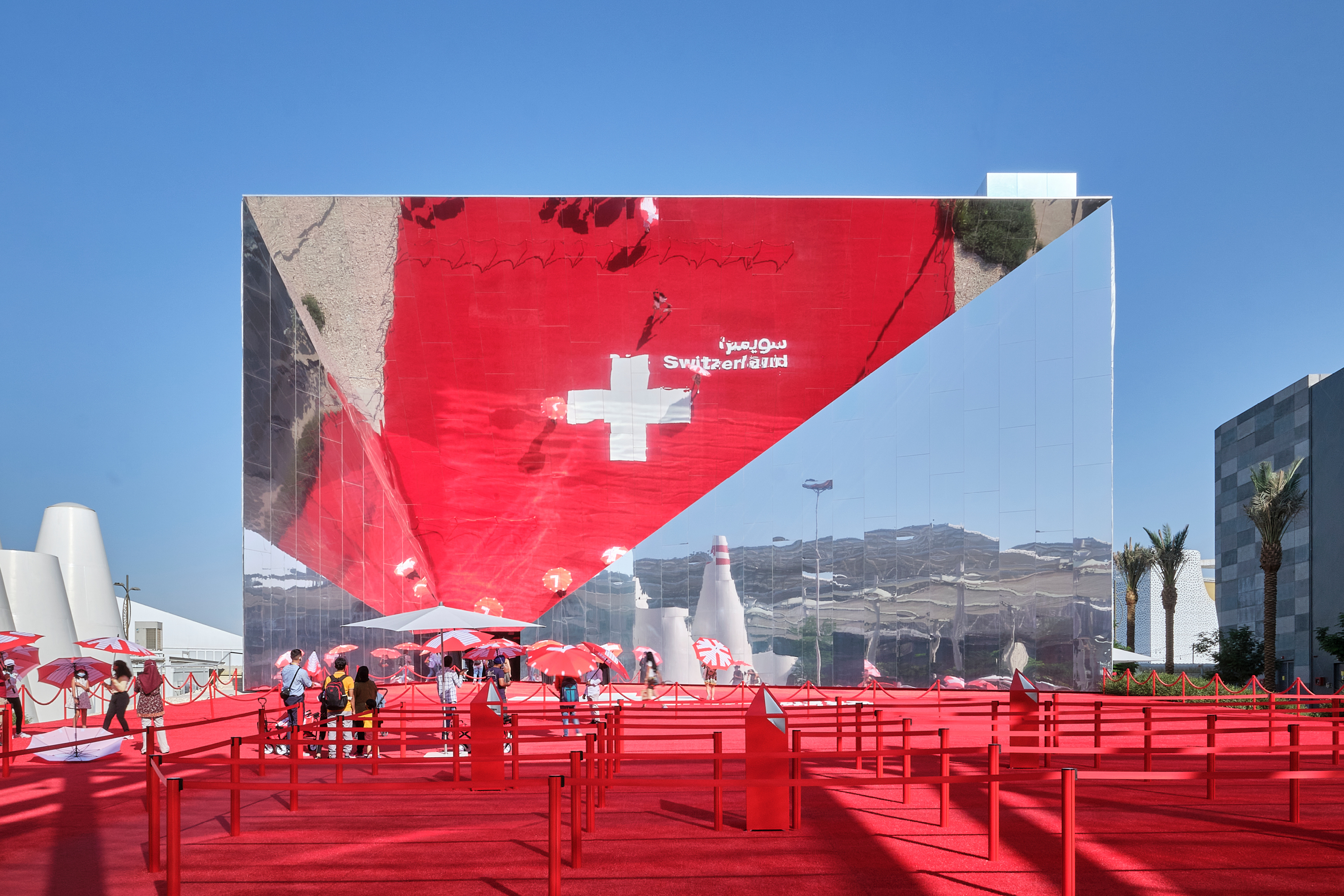
Schweizer Pavillon, Dubai (2021)
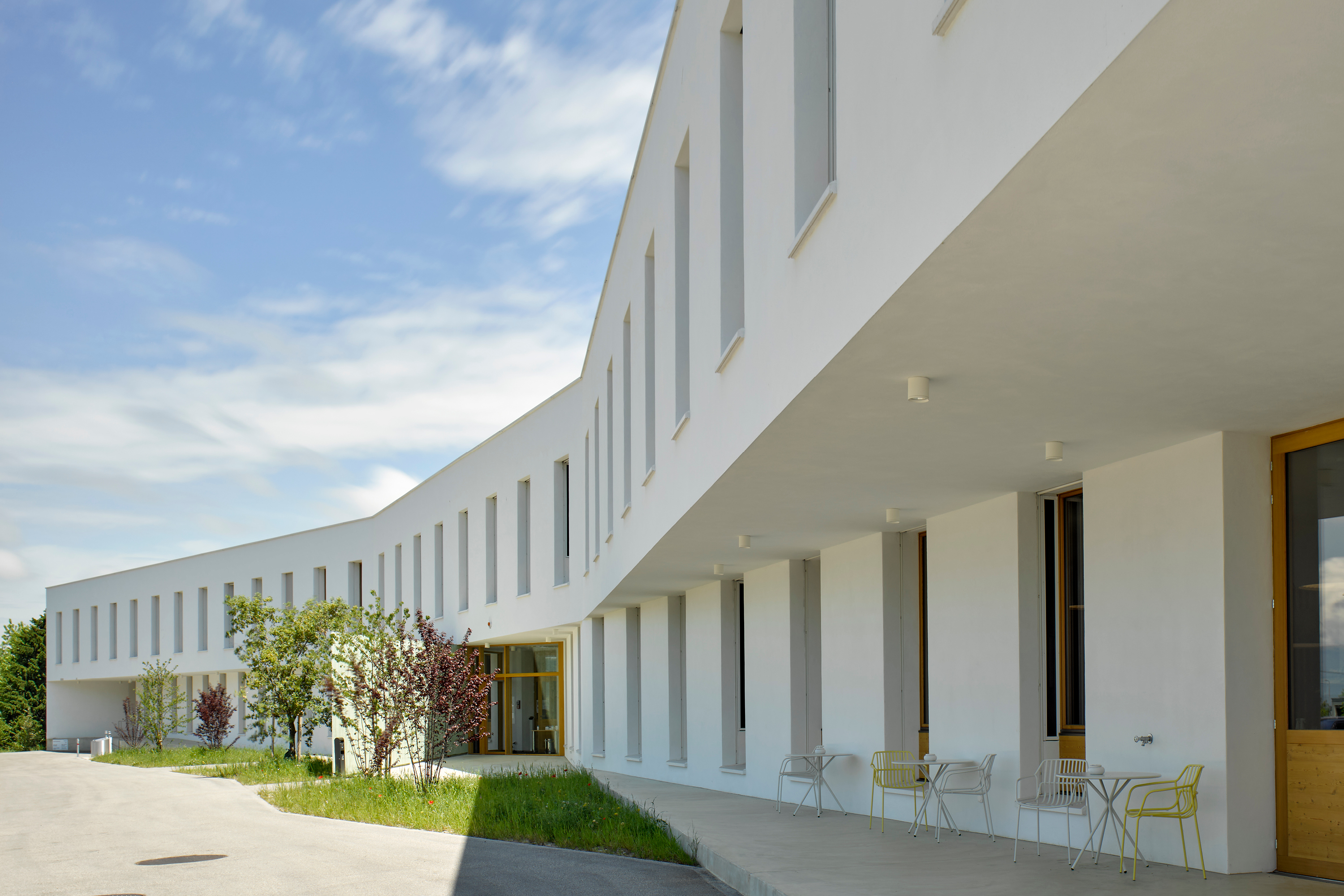
Nullenergie-Firmengebäude, Murten (2020)

## Werkliste (Auswahl: Städtebau, Architektur, Innenarchitektur)
- 2002: Neubau Haus Schudel, Feldis
- 2002: Klangturm Expo.02 Arteplage, Biel[6][7][8]
- 2004: Neubau Roof Mag Recycling, Winterthur
- 2007: Testplanung Oberaathal, Oberaathal
- 2009: Innenausbau Club Exil, Zürich[9]
- 2010 + 2013: Neubauten Novartis Cube, Stein Säckingen
- 2011: Neubau Ka Bru Forest, Itacaré
- 2011: Neubau Servicecenter Novartis, Basel
- 2012: Sanierung / Umnutzung Claudia House of Sounds, Winterthur[10][11]
- 2013: Sanierung und Umnutzung Flumserei, Flums
- 2013: Masterplan und Umbau Schloss Bachtobel, Weinfelden
- 2015–heute: Masterplanung und Umsetzung Medizincampus Davos, Davos[2][12]
- 2016: Neubau Hauptsitz Brucker, Fällanden
- 2019: Innenarchitektur Fischer AG Immobilienmanagement, Zürich
- 2019: Sanierung Lessingstrasse, Zürich
- 2020: Innenarchitektur PartnerRe, Zürich
- 2020: Neubau Nullenergie Firmengebäude, Murten
- 2021: Neubau Schweizer Pavillon Expo Dubai 2020 VAE (2021)
- 2021: Neubau Monaco Pavillon Expo Dubai 2020 VAE (2021)[13]
- 2022: Neubau Apartmenthäuser Frame[3] und Koya[4], Andermatt
- 2023: Testplanung SBB WOL, Olten
- 2024: Innenarchitektur ORBIZ, Zürich
- 2024: Neubau Apartmenthaus Val Val, Andermatt
- 2024: Innenarchitektur Open Ride, Basel[14]
- 2025: Sanierung und Aufstockung Haus Uto, Zürich

## Werkliste (Auswahl: nicht-architektonische Projekte)
- 2004: Installation s-cape KKL, Luzern
- 2005: Bühnenbild SEE für Nik Bärtsch, Zürich[15]
- 2007: Installation Weihnachtsbeleuchtung Sternbild, Uster[16]
- 2009: Ausstellungsdesign Strassenhalle Verkehrshaus, Luzern
- 2020: Messebau Swissbau Innovation Lab, Basel

## Preise
- 2002: Swiss Art Award an der Art Basel für Enter OOS [S]pace
- 2018: Arc Award «BIM Collaboration» für den Schweizer Pavillon Expo 2020
- 2018: Real Estate Award für das Campusgebäude Medizincampus Davos
- 2020: ICONIC AWARD für den Swissbau Innovation Lab
- 2022: Xaver Award für den Schweizer Pavillon Expo 2020
- 2022: Red Dot Design Award für den Schweizer Pavillon Expo 2020[17]
- 2022: German Brand Award für den Schweizer Pavillon Expo 2020[18]
- 2022: BIE Bureau International des Expositions Award für den Schweizer Pavillon Expo 2020[19]
- 2023: ADC Award für den Schweizer Pavillon Expo 2020

## Publikationen
- OOS, Anthologie 13, Henz Wirz, Quart Verlag GmbH, 2009